# Organy w bazylice Zwiastowania Najświętszej Maryi Panny w Leżajsku

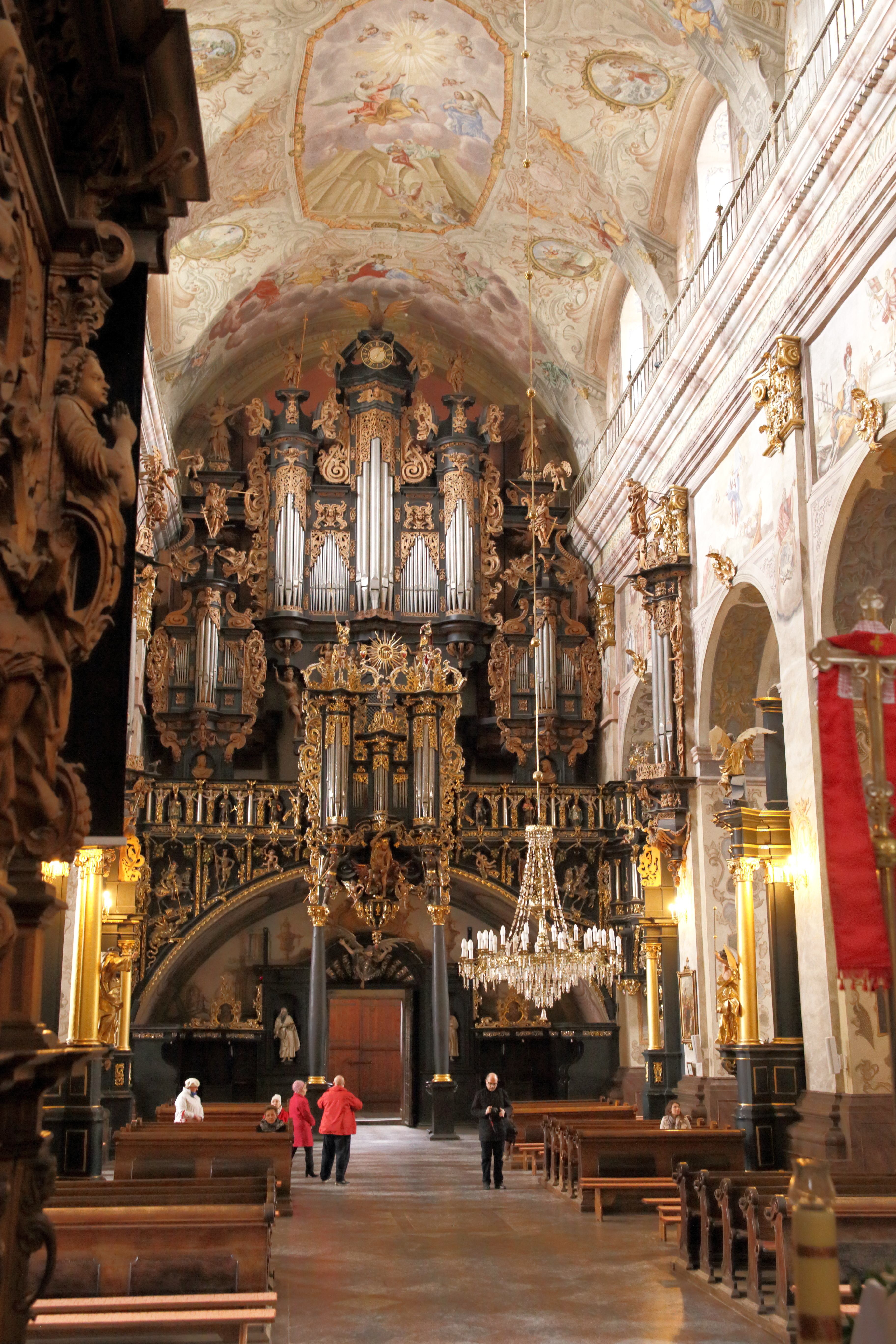
Organy w nawie głównej.

Organy znajdujące się w bazylice Zwiastowania NMP oo. bernardynów w Leżajsku należą do najcenniejszych zabytków tego typu nie tylko w Polsce, lecz także w Europie.

## Historia
Pochodzenie organów datuje się na drugą połowę XVII wieku, a sfinansowanie ich powstania zawdzięcza się rodzinie Potockich. Pierwszym ich twórcą był Stanisław Studziński z Przeworska, który rozpoczął pracę nad instrumentem w 1680 roku i przerwał ją w 1682 r. Dalsze prace i udoskonalenia wykonał Jan Głowiński z Krakowa w latach 1686-1693. W latach 1903–1905 organy zostały przebudowane w stylu romantycznym przez Aleksandra Żebrowskiego. Kolejnym etapem powstawania tego dzieła instrumentalnego były prace Roberta Polcyna z Poznania w zakresie poprawy brzmienia barokowego organów w latach 1965-1968. Renowacja instrumentu została wykonana w latach 2000-2003 przez francuską firmę Manufacture Provençale d'Orgues oraz Adama Wolańskiego.

## Budowa instrumentu
Główne organy bazyliki mają trakturę mechaniczną i 40 głosów. Małe organy w nawach bocznych mają 21 głosów (organy południowe) i 13 głosów (organy północne). Wyposażone są ponadto w urządzenia dodatkowe jak: kukułka, bęben (tympan), ptaszki, horribile. Piszczałki efektu horribile, naśladującego dźwięk kilku bębnów, znajdują się na filarach bocznych nawy głównej. Organy główne posiadają też pełny głos 32', co oznacza, że największa piszczałka ma ponad 10 m długości. 4 szafy organów głównych, połączone z dekoracją chóru, stanowią monumentalną fasadę wypełniającą zachodnią ścianę bazyliki aż po sklepienie. Organy główne mają w ten sposób 15 m wysokości i 7,5 m szerokości, jednak kompozycja architektoniczna prospektu łączy je nierozerwalnie również z dwoma sąsiednimi instrumentami w nawach bocznych, tworząc jeden monumentalny zespół organowy, na którym – jedynym w świecie – może grać 3 organistów równocześnie.

## Dekoracje
Nadzwyczaj bogata dekoracja snycerska prospektu organowego wykonana została przez samych braci zakonnych. Dzięki nim wartości muzyczne zostały zespolone ze wspaniałą strukturą architektoniczną.

### Organy wielkie w nawie głównej

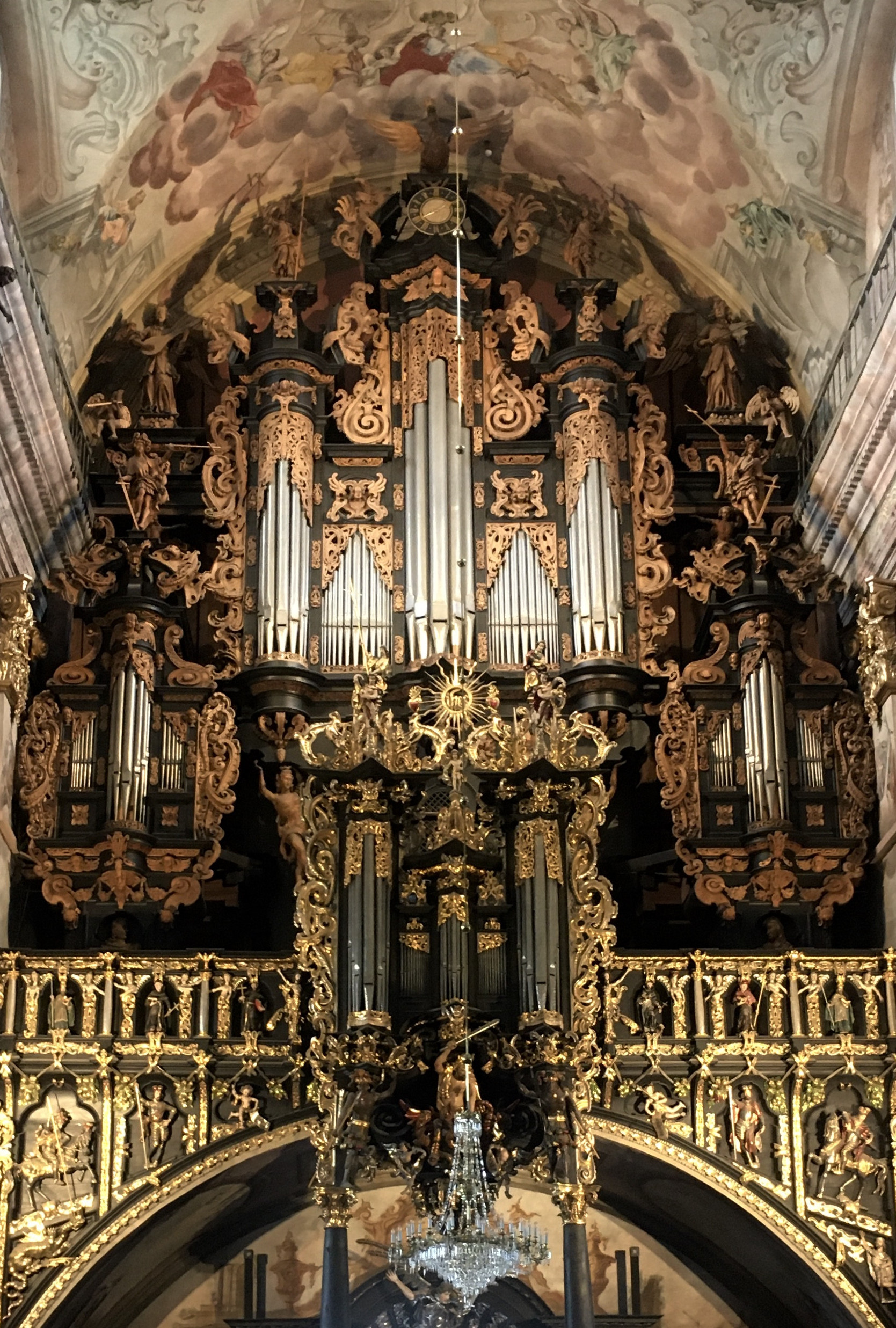
Organy w nawie głównej

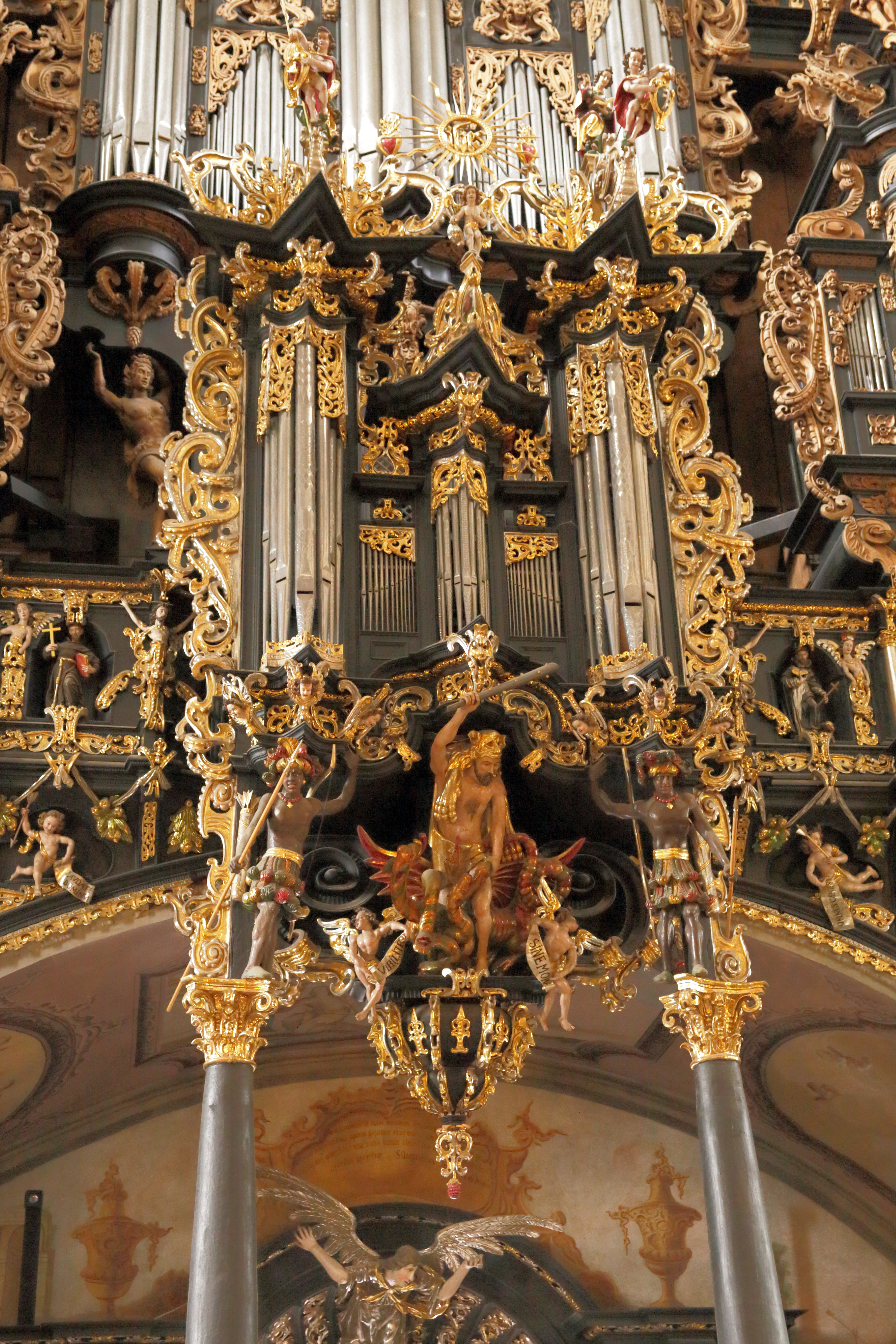
Organy w nawie głównej - detal (Rückpositiv)

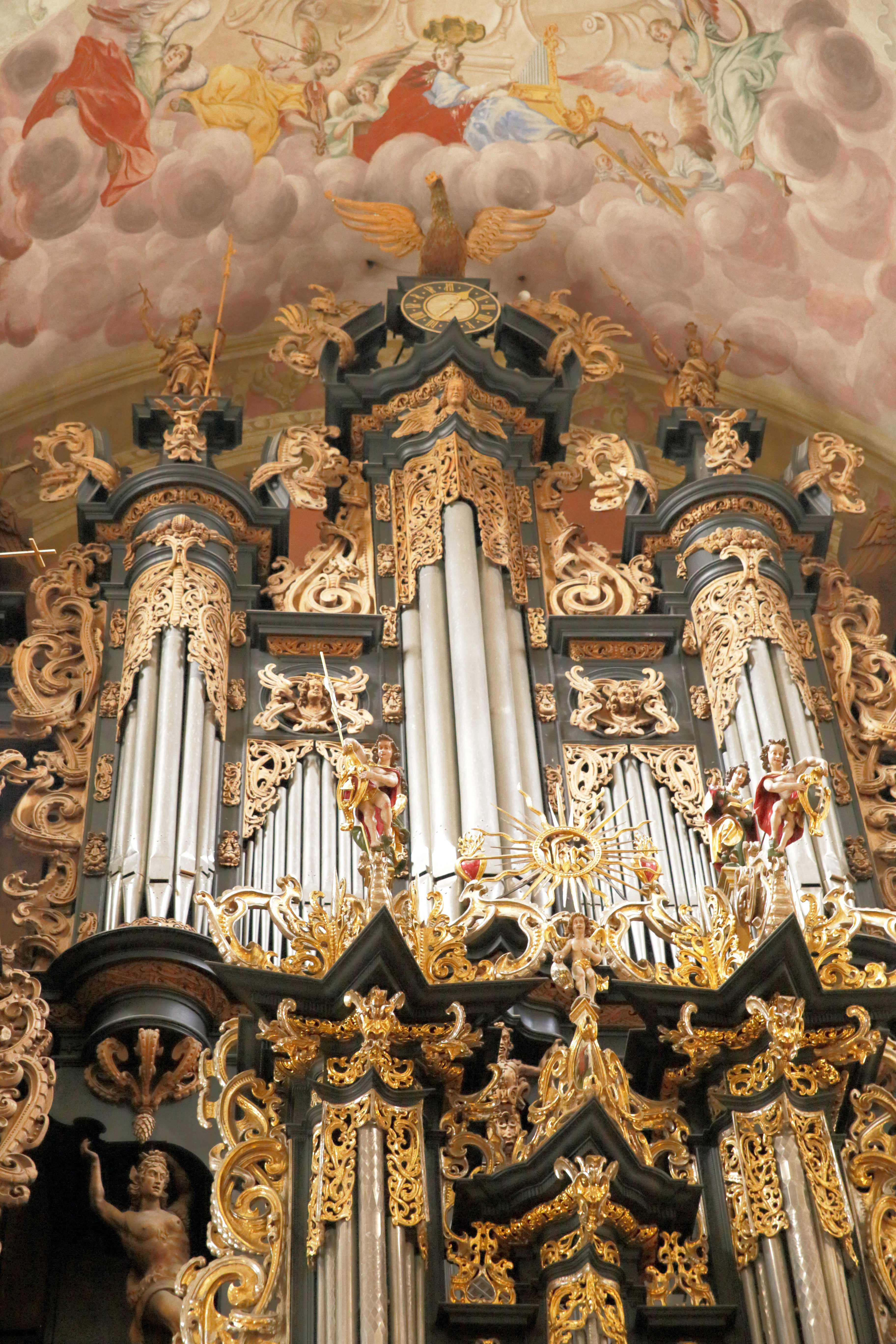
Organy w nawie głównej - detal (Oberwerk)

## Dyspozycja

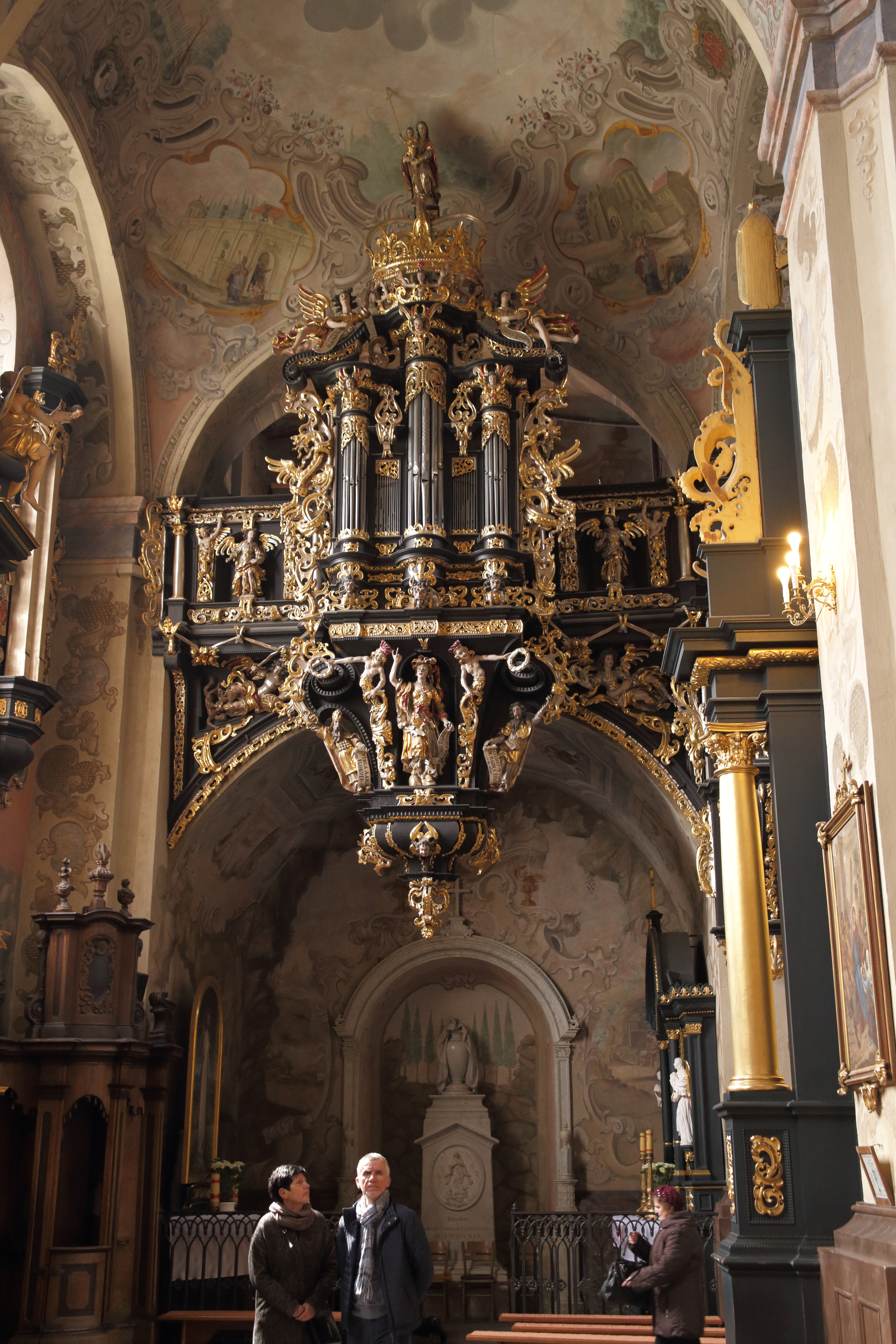
Organy w nawie południowej

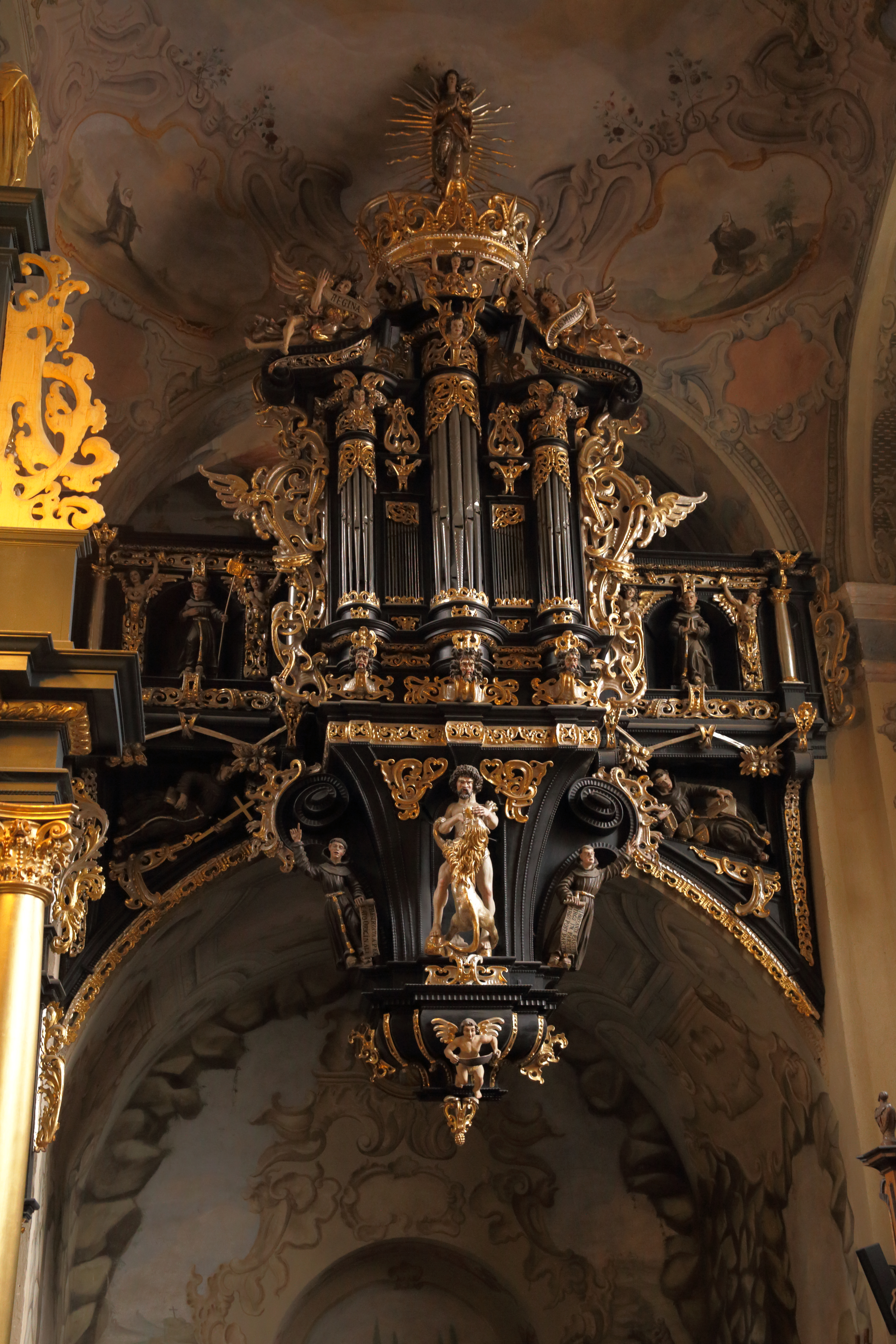
Organy w nawie północnej

### Organy wielkie w nawie głównej[1]
| Manuał I [C–f3] |        |
| Pryncypał       | 16'    |
| Praestant       | 8'     |
| Flet Major      | 8'     |
| Gemshorn        | 8'     |
| Octava          | 4'     |
| Flet Minor      | 4'     |
| Quinta          | 2 2/3' |
| Superoctava     | 2'     |
| Octavin         | 1'     |
| Cornet          | 3-4 x  |
| Mixtura Minor   | 3-4 x  |
| Mixtura Major   | 5-6 x  |
| Cymbel          | 7-10 x |
| Trompet         | 8'     |

| Manuał II [C–f3] |     |
| Pryncypał        | 8'  |
| Salicet          | 8'  |
| Flet Bambusowy   | 8'  |
| Octava           | 4'  |
| Flet Bambusowy   | 4'  |
| Flauto           | 2'  |
| Sesquialtera     | 2 x |
| Mixtura          | 4 x |
| Dulcian          | 8'  |

| Manuał III [C–f3] |        |
| Bourdon           | 8'     |
| Quintadena        | 8'     |
| Gemshorn          | 4'     |
| Pryncypał         | 2'     |
| Quinta            | 1 1/3' |
| Acuta             | 3-5 x  |
| Vox Humana        | 8'     |

| Pedał [C–d1] |     |
| Subcontrabas | 32' |
| Pryncypałbas | 16' |
| Violonbas    | 16' |
| Subbas       | 16' |
| Pryncypał    | 8'  |
| Fletbas      | 8'  |
| Pryncypał    | 4'  |
| Mixturbas    | 4 x |
| Bombardon    | 16' |
| Trompet      | 8'  |

- Połączenia:  II-I, III-I, III-II, I-P, II-P, III-P,
- Tremulant manuału II,
- Żaluzja manuału III,
- Efekty specjalne: orzeł, horribile, bęben, ptaszki, kukułka.

### Organy w nawie południowej[3]
| Manuał I [C–f3] |       |
| Pryncypał       | 8'    |
| Rurflet         | 8'    |
| Oktawa          | 4'    |
| Flet Leśny      | 2'    |
| Mixtura         | 4-6 x |
| Trompet         | 8'    |

| Pedał [C–d1]  |     |
| Subbas        | 16' |
| Pryncypałbas  | 8'  |
| Bourdonbas    | 8'  |
| Oktawa Włoska | 4'  |
| Fagot         | 8'  |

- Połączenia: II-I, I-P, II-P,
- Dulcian wibrator.

### Organy w nawie północnej[4]
| Manuał I [C–f3] |        |
| Flet Major      | 8'     |
| Salicjonał      | 8'     |
| Pryncypał       | 4'     |
| Flet Minor      | 4'     |
| Kwinta          | 2 2/3' |
| Oktawa          | 2'     |
| Róg Nocny       | 2'     |
| Tercja          | 1 3/5' |
| Flautino        | 1'     |
| Mixtura         | 3-4 x  |

| Pedał [C–d1] |     |
| Subbas       | 16' |
| Pryncypał    | 8'  |
| Róg Nocny    | 4'  |

- Połączenie I-P